# Либор Байер
Либор Байер (известен като Лубор Байер или Любор Байер) е строителен техник от Австро-Унгария (по народност чех), който е главен проектант на градоустройствения план на Стара Загора след Освобождението на града. По време на Освободителната война градът е напълно разрушен, което налага след Освобождението градът да бъде възстановен.

## Биография
Липсват данни за точна дата и място на раждане на Либор Байер.
Пристига в България след Освобождението и работи в периода 1878 – 1879 г. по изграждането на железопътния участък в района на град Пазарджик. През 1879 г. е поканен в Стара Загора като градски инженер. Жени се за българска вдовица и през април 1879 г. се премества в Стара Загора. Байер поема тежката задача да изготви план за регулация на изгорелия град и изготвя градоустройствен план, представляващ правоъгълна шахматна планировка, характерна за големите градове в Америка. Тази модерна за времето си постъпка определя прозвището на Стара Загора като „Град на правите улици“. Планът е одобрен от правителството на 27 август 1879 г. и на 5 октомври 1879 г. е положен от Александър Богориди крайъгълния камък на новия град.
Работи като инженер Стара Загора до 1884 г., след което се премества със семейството си в София. Едновременно с работата си предлага регулационни планове на Нова Загора (1880 и 1882 – 1883) и Казанлък (1881 – 1882). Разработва и план на град Кюстендил.
В чест на Байер на негово име са кръстени изложбената зала „Байер“ на Съюз на българските художници – Стара Загора, улица „Лубор Байер“ и Професионална гимназия по строителство, архитектура и геодезия „Лубор Байер“ в Стара Загора.